# Colli tortonesi

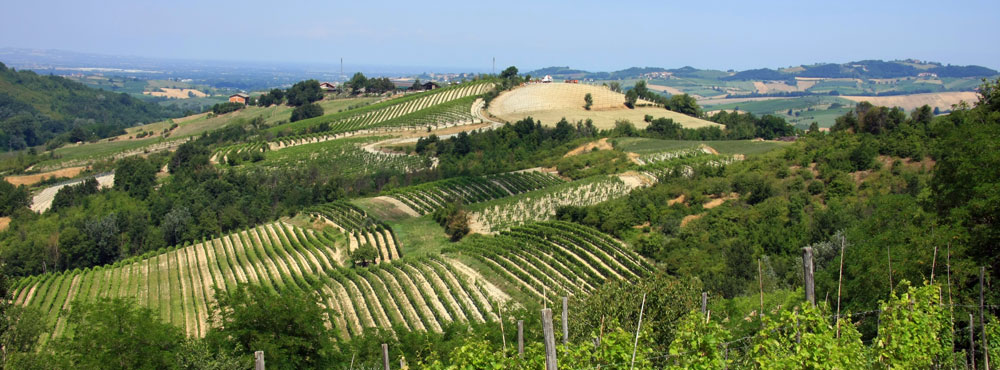
Panorama dei Colli Tortonesi nei pressi di Costa Vescovato

I colli tortonesi o colline tortonesi sono delle colline che si trovano nella parte sud-orientale della provincia di Alessandria e occupano gran parte del Tortonese e una piccola parte del Novese.
Sono delimitati a est dal confine con le regioni Lombardia ed Emilia-Romagna, a sud dal Gruppo del Monte Antola che separa i colli tortonesi dalla Liguria, a ovest dal Torrente Scrivia ove i colli tortonesi degradano verso la piana alessandrina, a nord sono delimitati dalla pianura alluvionale formata dal Curone e dallo Scrivia.
Le colline tortonesi si elevano dai 122 metri di Tortona ai 471 metri di Fabbrica Curone capoluogo.
Tra il 2000 e il 2011 è esistita un'unione di comuni Colli Tortonesi raggruppante 10 comuni della zona.

## Amministrazioni

### Comuni

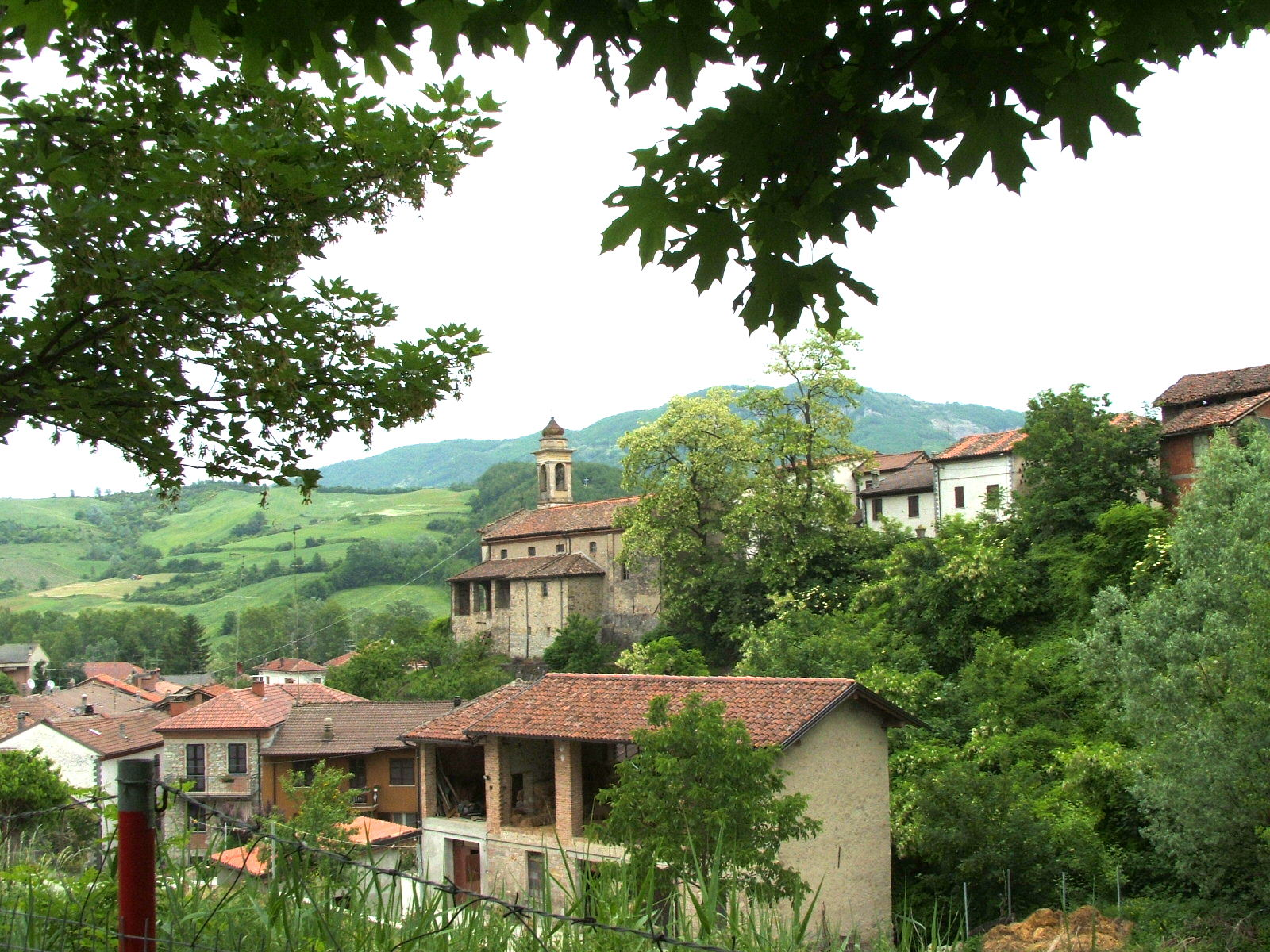
Brignano Frascata

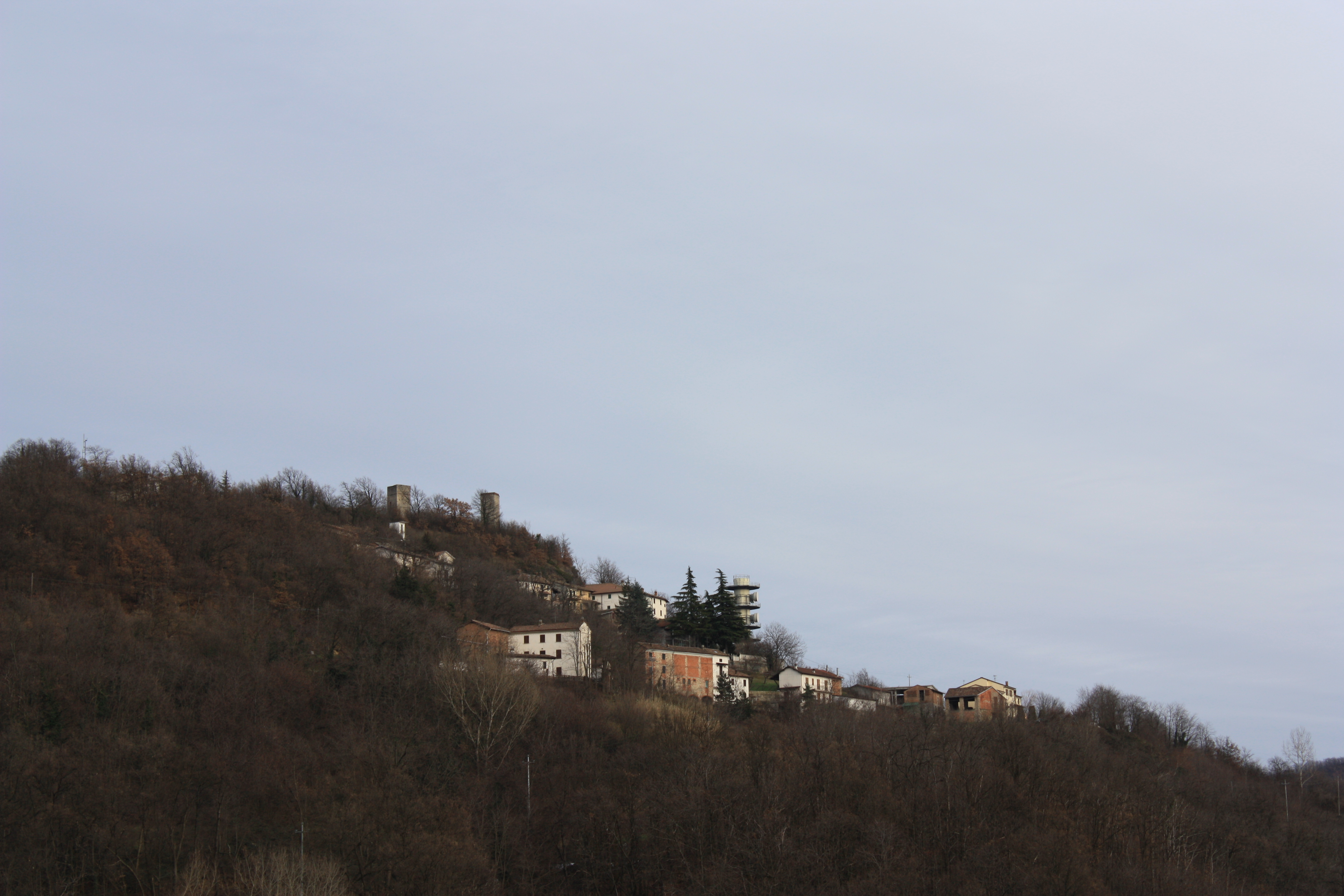
Sant'Alosio di Castellania

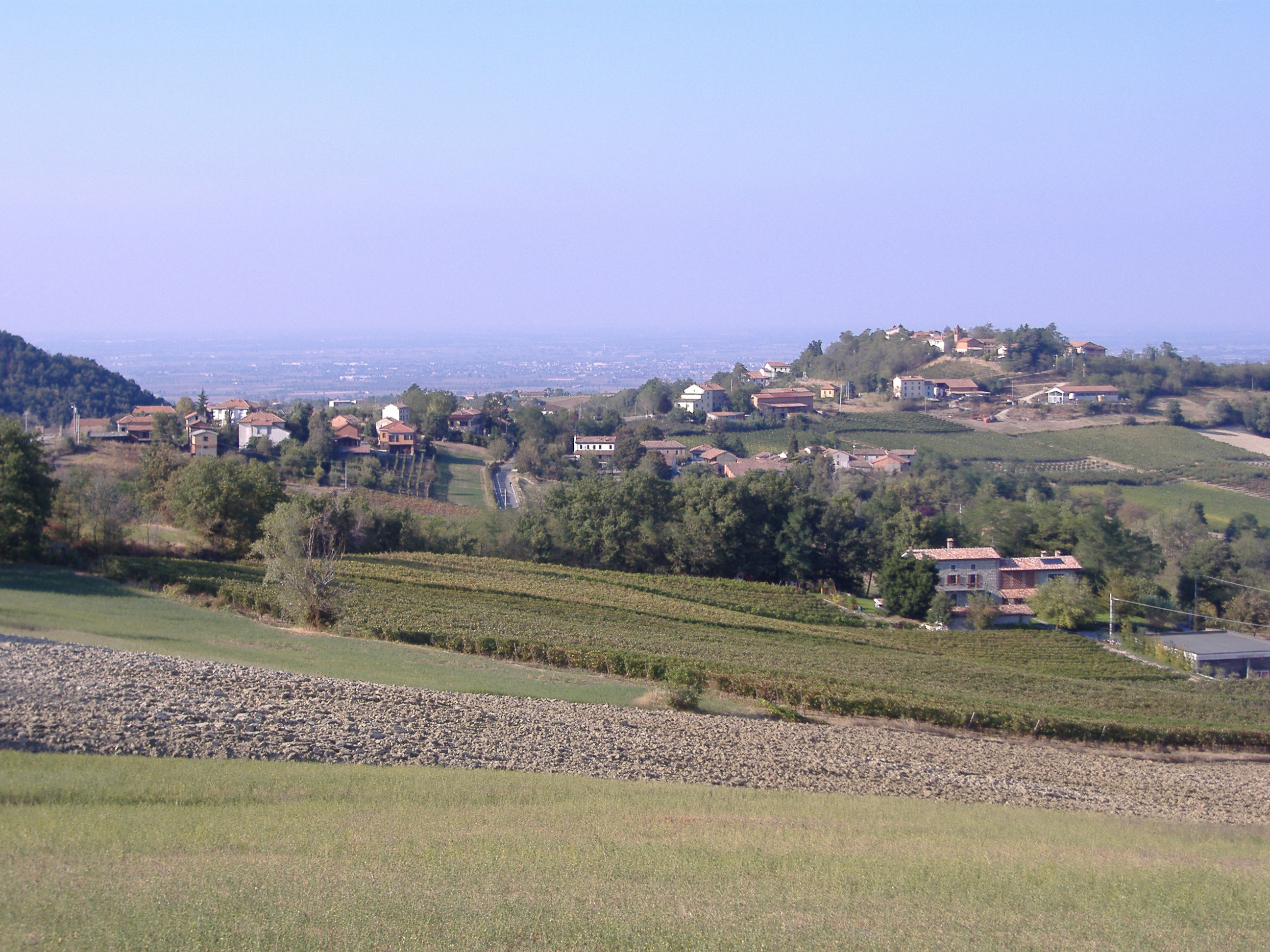
Pozzol Groppo

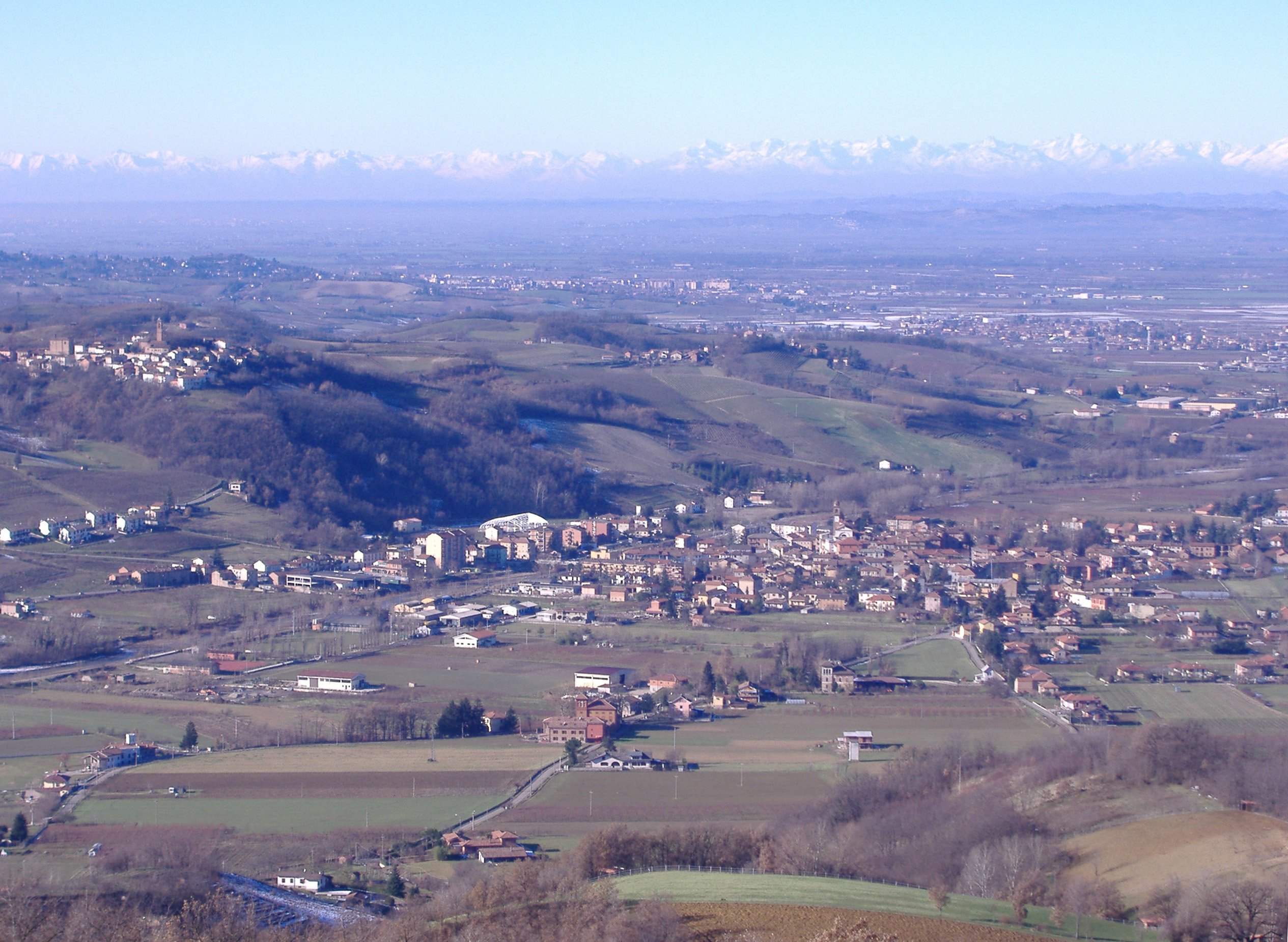
Volpedo

I colli tortonesi comprendono molti comuni della provincia di Alessandria:
- Avolasca
- Berzano di Tortona
- Brignano Frascata
- Carbonara Scrivia
- Cassano Spinola
- Carezzano
- Casalnoceto[1]
- Casasco
- Castellania Coppi
- Castellar Guidobono
- Cerreto Grue
- Costa Vescovato
- Dernice
- Fabbrica Curone[1]
- Garbagna
- Momperone
- Monleale
- Montacuto
- Montegioco
- Montemarzino
- Paderna
- Pozzol Groppo
- San Sebastiano Curone
- Sant'Agata Fossili
- Sardigliano
- Sarezzano
- Spineto Scrivia
- Tortona[1]
- Viguzzolo
- Villalvernia
- Villaromagnano
- Volpeglino
- Volpedo

## Viticoltura
Nell'area viene prodotto il vino a Denominazione di origine controllata Colli tortonesi in diverse tipologie.